# Paul Elam
Paul Elam (1957-) é um ativista por direitos dos homens e fundador da organização A Voice for Men.